# Мормон
Мормон (англ. Mormon) — пророк в «Книзі Мормона», ім'ям якого названа ця книга. Як сказано у вступі до «Книги Мормона» і як стверджував Джозеф Сміт, Мормон був пророком-літописцем, який вигравіював короткий виклад історії свого народу на золотих пластинах. Святі останніх днів вірять у те, що Мормон був нефійським пророком, який жив на Американському континенті в IVст.
В "Книзі Мормона" і у вченні мормонів є багато логічних помилок та відхилень від традиційного вчення християн. Скажімо, якби дійсно виклад історії був записаний на золотих пластинах, вони мали важити близько 100 кг. (або 200 фунтів), але ніхто з мормон не говорить про надзвичайні здібності Джозефа Сміта піднімати важкі речі.
«Книга Мормона» повідомляє, що від пророка Аммарона Мормон довідався, де зберігається літопис його народу, який вели багато поколінь його предків. У ній також говориться про те, що пізніше Мормон скоротив майже тисячолітню хроніку, складену його попередниками, і доповнив її власними одкровеннями. Як стверджується, ним написані "Слова Мормона" і перші сім глав "Книги Мормона" (частина «великої» «Книги Мормона»). Після чого Мормон передав свої записи синові Моронію.

## Історія життя
Як свідчить «Книга Мормона», він народився приблизно в 311 році і був названий на честь батька. Коли йому було близько 10 років, йому з'явився пророк Аммарон і розповів, де знайти священні писання нефійських пророків і на чому можна записати його власні одкровення. У віці 11 років батько відвіз Мормона в землю Зарагемля.
Мормон пише, що у віці 15 років йому з'явився Ісус Христос, а у віці 16 років Мормон стає головнокомандуючим армії нефійців і веде затяжну війну з ламанійцями.
Відповідно до повчання Аммарона, коли Мормону було 24 роки він відправився на гору (пагорб) Шим, де знаходилися літописи й скоротив їх.
У 362 Мормон написав, що він «абсолютно відмовився бути ... воєначальником і вождем» нефійців «через їхні злочини й мерзенності». Проте, приблизно 30 років опісля Мормон вирішив повернутися на пост головнокомандуючого, оскільки нефійська армія терпіла важкі поразки.
Після свого повернення Мормон провадив військові дії проти ламанійців до тих пір, поки нефійський народ не був повністю знищений в результаті великомасштабної битви в 385. Пророк Мороній, син Мормона, якому він передав золоті пластини, написав, що Мормон був убитий ламанійцямі (ймовірно в 385 або незабаром після цього). Як останній пророк і охоронець літопису, Мороній, як стверджується, став тим ангелом або посланцем, який відкрив місцезнаходження золотих пластин Джозефу Сміту в 1823 році.